# Хуайюань
32°57′44″ пн. ш. 117°10′57″ сх. д. / 32.96215° пн. ш. 117.18254° сх. д.
Хуайюань (кит. 怀远县, пін. Huáiyuăn Xiàn) — один із повітів КНР у складі префектури Бенбу, провінція Аньхой. Адміністративний центр — містечко Лючен.

## Географія
Хуайюань лежить на висоті близько 20 метрів над рівнем моря. Південно-східним кордоном повіту слугує річка Хуайхе.

### Клімат
Повіт знаходиться у зоні, котра характеризується вологим субтропічним кліматом. Найтепліший місяць — липень із середньою температурою 28,1 °C. Найхолодніший місяць — січень, із середньою температурою 2,2 °С.
| Клімат повіту Хуайюань  | Клімат повіту Хуайюань | Клімат повіту Хуайюань | Клімат повіту Хуайюань | Клімат повіту Хуайюань | Клімат повіту Хуайюань | Клімат повіту Хуайюань | Клімат повіту Хуайюань | Клімат повіту Хуайюань | Клімат повіту Хуайюань | Клімат повіту Хуайюань | Клімат повіту Хуайюань | Клімат повіту Хуайюань | Клімат повіту Хуайюань |
| Показник                | Січ.                   | Лют.                   | Бер.                   | Квіт.                  | Трав.                  | Черв.                  | Лип.                   | Серп.                  | Вер.                   | Жовт.                  | Лист.                  | Груд.                  | Рік                    |
| Середній максимум, °C   | 6,5                    | 9,1                    | 13,9                   | 21                     | 26,5                   | 30                     | 32                     | 31,2                   | 27,3                   | 22                     | 15,5                   | 9,1                    | 20,3                   |
| Середня температура, °C | 2,2                    | 4,6                    | 9,2                    | 16                     | 21,5                   | 25,5                   | 28,1                   | 27,1                   | 22,8                   | 17,2                   | 10,5                   | 4,5                    | 15,8                   |
| Середній мінімум, °C    | −1                     | 1                      | 5,3                    | 11,6                   | 17                     | 21,3                   | 24,8                   | 23,8                   | 19,1                   | 13,1                   | 6,6                    | 1                      | 12                     |
| Норма опадів, мм        | 28.2                   | 34.8                   | 56.9                   | 50.1                   | 69.9                   | 126.3                  | 243.4                  | 125.9                  | 83.7                   | 52.2                   | 44.6                   | 21                     | 937                    |
| Вологість повітря, %    | 70                     | 70                     | 67                     | 67                     | 69                     | 72                     | 80                     | 82                     | 78                     | 75                     | 73                     | 70                     | 72.8                   |
| ----------------------- | ---------------------- | ---------------------- | ---------------------- | ---------------------- | ---------------------- | ---------------------- | ---------------------- | ---------------------- | ---------------------- | ---------------------- | ---------------------- | ---------------------- | ---------------------- |
| Джерело: data.cma.cn    |                        |                        |                        |                        |                        |                        |                        |                        |                        |                        |                        |                        |                        |